# アリョーナ・ドゥブコワ
アリョーナ・ドゥブコワ（Alena Dubkova）はベラルーシの卓球選手。2010年の第50回世界卓球選手権団体戦に出場した。これまでの世界ランキング最高位は172位。
2009年11月に行われたITTFプロツアー予選で当時世界ランク263位だった彼女は予選で61位のハンガリーのゲオルギナ・ポータを4-1で破る番狂わせを起こした。
2010年の世界選手権モスクワ大会にベラルーシ代表として出場し18位となった。また2011年の世界選手権ロッテルダム大会のシングルス、ダブルスに出場している。